# Fonction aléatoire stationnaire d'ordre 2
En géostatistique, une fonction aléatoire stationnaire d'ordre 2 (abrégée en FASt-2) est une fonction aléatoire Z sur un espace S telle que :

- sa moyenne est constante : Ex[Z(x)] = m
- sa covariance est invariante par translation, fonction du seul vecteur distance h entre les deux points : Cov[Z(x),Z(x+h)]=C(h)

Le processus est dit centré si sa moyenne est nulle en tout point
.
Les espérance et variance d'une combinaison linéaire s'expriment simplement :
{\displaystyle \mathrm {E} \left[\sum _{i}\lambda _{i}Z_{i}\right]=\mathrm {E} \left[Z\right]\sum _{i}\lambda _{i}}
{\displaystyle \mathrm {Var} \left[\sum _{i}\lambda _{i}Z_{i}\right]=\sum _{i}\sum _{j}\lambda _{i}\lambda _{j}\mathrm {Cov} \left[Z_{i},Z_{j}\right]}

## Propriétés
- La covariance de covariance stationnaire C doit être semi-définie positive :

{\displaystyle \forall m,a\in \mathbb {R} ^{m},z_{1}\cdots z_{m},\sum _{i=1}^{m}\sum _{j=1}^{m}a_{i}a_{j}C\left(z_{i}-z_{j}\right)\geq 0}
- Usuellement, la covariance tend vers 0 à l'infini.
- En corollaire, la variance de Z est constante : Var[Z(x)] = C(0).
- On définit le corrélogramme ρ(h) = C(h)⁄C(0), coefficient de corrélation entre Z(x) et Z(x+h).
- Une fonction aléatoire stationnaire d'ordre 2 est également intrinsèque.
- ∀ h, C(h)≤C(0)
- La propriété est conservée par linéarité : soit A: ℝd→ℝd linéaire, le champ image ZA=(ZA i,i ∈ S est stationnaire de covariance CA(xi)=C(A xi), et CA est définie positive si C l'est et si A est de rang plein.
- Si C est continue à l'origine, elle est uniformément continue partout.
- Si Ci sont des covariances stationnaires, ai ≥ 0, alors :
  - La somme finie ∑iCi (i ∈ ⟦1;n⟧) est une covariance stationnaire
  - Le produit fini ∏iCi (i ∈ ⟦1;n⟧) est une covariance stationnaire
  - La limite limi→∞Ci(h) est une covariance stationnaire si la limite existe pour tout h
- Si Cu, u∈U⊆ℝk sont des covariances stationnaires, μ une mesure positive sur ℝk telle que Cμ(h)=∫U Cu(h) μ(du) existe pour tout h, alors Cμ est une covariance stationnaire.

## Champ stationnaire au second ordre surℤd
Soit X un champ réel sur ℝd, centré et stationnaire au second ordre. On le suppose connu sur Dn = ⟦1 ; n⟧d. Prenons la covariance empirique à une distance k ∈ ℤd :
{\displaystyle {\hat {C}}_{n}\left(k\right)={\frac {1}{n^{d}}}\sum _{i,i+k\in D_{n}}X_{i}X_{i+k}}
Les effets de bords augmentent avec d : la proportion de points au bord de Dn est en d⁄n. L'effet de bord est sans conséquence sur le biais asymptotique sur ℤ, il est significatif sur ℤ2 et dominant sur ℤd, d ≥ 3. Pour éliminer ce biais et conserver une covariance empirique semi-définie positive, on procède au rabotage de données, par un rabot w : [0 ; 1]→[0 ; 1], C2, croissant, w(0) = 0, w(1) = 1.